# شکافته‌ددیان
شکافته‌ددیان (نام علمی: Schizotheriinae) نام یک زیرخانواده از تیره ریگ‌ددان است.